# South Bucks
South Bucks (contrazione di South Buckinghamshire) fu un distretto locale del Buckinghamshire, Inghilterra, Regno Unito, con sede a Denham.
Il distretto fu creato con il Local Government Act 1972, il 1º aprile, 1974 dall'unione del Distretto urbano di Beaconsfield (da cui prese il nome che poi fu cambiato in quello attuale nel 1980) con parte del Distretto rurale di Eton.
Il 1 aprile 2020 è stato soppresso, come quelli di tutta la contea, creando un'Autorità unitaria del Buckinghamshire.

## Parrocchie civili
- Beaconsfield
- Burnham
- Denham
- Dorney
- Farnham Royal
- Fulmer
- Gerrards Cross
- Hedgerley
- Iver
- Stoke Poges
- Taplow
- Wexham

## Infrastrutture e trasporti
Gran parte del distretto è inserita tra le autostrade M40 e M4, entrambe con svincoli all'interno del distretto.